# Mercedes-Benz Classe E
La Mercedes-Benz Classe E è un'autovettura di fascia alta della casa automobilistica tedesca Mercedes-Benz.
Presentata sul mercato europeo con il nome commerciale di Classe E nel 1993; disponibile anche in altre versioni, è arrivata alla sua sesta generazione, rappresentata dal modello W214 e prodotta a partire dal 2023.

## Serie

### W124 (1984-1995)
W124 è la sigla produttiva del modello fondatore della prima serie delle cosiddette Classe E, costruito dalla Mercedes-Benz tra il 1984 ed il 1997.
La sigla si riferisce tecnicamente alla sola versione berlina, dal momento che la versione station wagon porta la sigla S124, ma solitamente con W124 si identifica abitualmente l'intera gamma, anche se non sarebbe esatto.
Dal 1993, come già accennato, la serie 124 mantiene intatta la sigla di progetto ma assume la denominazione commerciale di Classe E, mentre in precedenza veniva spesso indicata in altri modi, a volte decisamente impropri, come per esempio serie 200/300, improprio perché in realtà esistevano molte più motorizzazioni rispetto a quelle racchiuse in tale denominazione; c'è da dire che, fino al lancio della prima serie della classe C, la Mercedes-Benz non aveva utilizzato delle vere e proprie denominazioni commerciali per i propri modelli.
In ogni caso, le prime Classe E sono state le ultime Mercedes-Benz W124, prodotte fino al 1995.

### W210 (1995-2002)
La seconda generazione della classe E (conosciuta anche con la sigla Mercedes-Benz W210) è stata presentata nel 1995 e messa in vendita l'anno successivo, costruita sulla base di un nuovo telaio, era una delle prime berline a disporre dell'ESP come optional, ed offriva una lista degli accessori praticamente infinita (oltre alle normali personalizzazioni extraserie).

### W211 (2002-2009)
Il progetto W211, volto alla definizione di quella che sarebbe stata l'erede della W210, venne avviato già all'inizio del 1998 ma la presentazione ufficiale della nuova vettura si ebbe al Salone dell'automobile di Bruxelles del gennaio 2002. La produzione è terminata nel 2009.

### W212 (2009-2016)
La quarta generazione della berlina superiore tra le più apprezzate del mercato si rinnova completamente nel 2009. Inizialmente è stata posta in vendita solo la versione berlina, ma pochissimo tempo dopo è arrivata anche la E Coupé (C207), che sostituisce la seconda serie della CLK, mentre la versione Station Wagon è arrivata a dicembre. Nel 2010 debutta invece la E Cabriolet (A207), che va a rimpiazzare le versioni "aperte" della CLK. La produzione è terminata nel 2016.

### W213 (2016-2023)
Nel 2016 fa il suo debutto la quinta generazione, siglata W213, equipaggiata con un sistema di radar e sensori che consente un alto livello di assistenza alla guida e costituisce un passo in avanti verso la cosiddetta "guida autonoma", da alcuni anni in fase di sperimentazione presso alcune case automobilistiche. La produzione è terminata nel 2023.

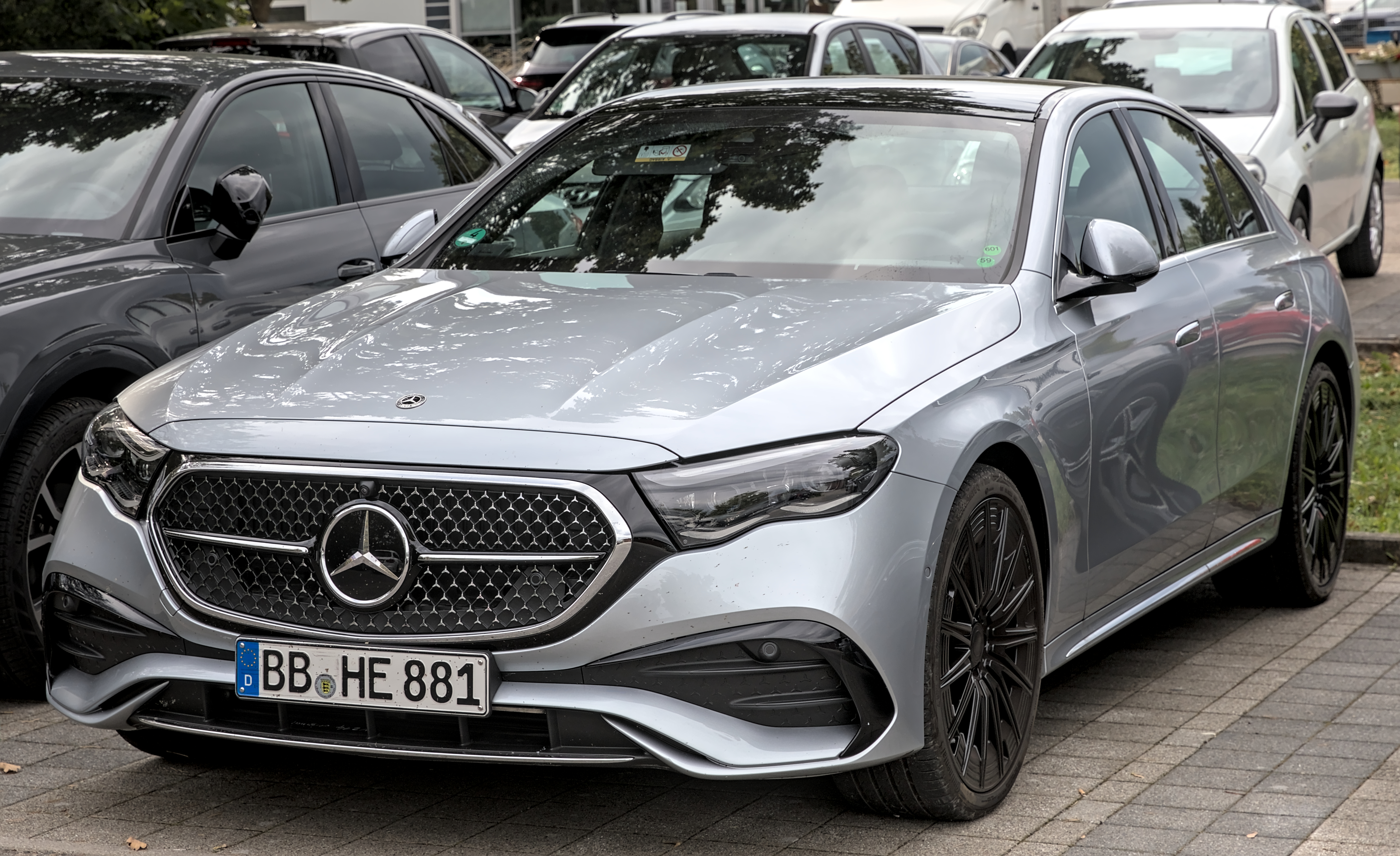
W214

### W214 (dal 2023)
Nell'aprile 2023 viene introdotta la sesta generazione. A partire da questa generazione, le versioni coupé e cabriolet non sono più disponibili, venendo sostituite entrambe dalla CLE.